# Едуард Захариев
Едуард Енчев Захариев е български кинорежисьор.

## Биография
Роден е на 1 юли 1938 г. в Москва, СССР. Завършва кинорежисура в класа на Феликс Мариаши и Карой Мак в Академията за филмово и театрално изкуство „Бела Балаш“, Будапеща, Унгария (1961), където негови състуденти са унгарският кинорежисьор и сценарист Ищван Сабо и унгарският филмов режисьор и сценарист Пал Габор, след което се завръща в България и започва работа в Студията за хроникални и документални филми в София. От 1963 г. в течение на 28 години – до 1991 г., е режисьор в студията за игрални филми „Бояна“.
Първият му документален филм е късометражният „Релси в небето“ (1962), на който е режисьор и сценарист. Следват документалните филми „Стомана“ (1970), „БДЖ“ (1970), „Скок“ (1965), „Сол“ (1965).
Дебютът му в игралното кино е през 1968 г. с 38-минутния филм „Ако не иде влак“ по сценарий на Георги Мишев. Сред първите му игрални филми е и пълнометражният „Небето над Велека“ (1968) по сценарий на Дико Фучеджиев.
През 1984 г. излиза филмът на Едуард Захариев „Елегия“. Сценарият е написан по разказа „Смъртта на Шияка“ на Александър Томов, а главната роля се изпълнява от Ицхак Финци. След премиерата филмът е свален от екран, поради неодобрение от тогавашните киноначалници.
През 1993 г. режисьорът представя новата версия на „Елегия“, с която печели специалната награда на журито от Международния кинофестивал в Страсбург.

## Признание
През 1976 г. получава орден „Кирил и Методий“ (I степен), а през май 1984 г. е удостоен със званието „Заслужил артист“.

### Награди и номинации
- През 1963 г. дебютният му филм „Релси в небето“ е отличен с наградата „Златна роза“ от Фестивала на българския филм във Варна.[2]
- През 1966 г. филмът му „Сол“ печели наградата на критиката от Фестивала на българския филм във Варна.[2]
- През 1976 г. филмът му „Вилна зона“ печели първа награда от Фестивала на българския игрален филм във Варна.[2]
- През 1976 г. печели специалната награда на журито на Международния кинофестивал в Карлови Вари за филма „Вилна зона“.
- През 1986 г. е номиниран за Златна мечка на Международния кинофестивал в Берлин за филма „Скъпа моя, скъпи мой“.
- През 1997 г. е номиниран за Кристален глобус на Международния кинофестивал в Карлови Вари за филма „Закъсняло пълнолуние“.
- През 1997 г. посмъртно получава наградата на СБФД за най-добър филм и режисура в категория Игрално кино за „Закъсняло пълнолуние“.[2]

## Филмография

### Като режисьор
Игрални филми
- „Закъсняло пълнолуние“ (1996)
- „Резерват“ (1991)
- „Скъпа моя, скъпи мой“ (1986)
- „Елегия“ (1982)
- „Почти любовна история“ (1980)
- „Мъжки времена“ (1977)
- „Вилна зона“ (1975)
- „Преброяване на дивите зайци“ (1973)
- „Небето на Велека“ (1968)
- „Ако не иде влак“ (1967)

Документални филми
- „Стомана“ (1970)
- „БДЖ“ (1970)
- „Скок“ (1965)
- „Сол“, две версии спрени от тогавашната цензура и не излъчени никога, късометражни (1965)
- „Релси в небето“, късометражен (1962)

### Като сценарист
- „Скъпа моя, скъпи мой“ (1985) – заедно с Пламен Масларов

### Като актьор
- „Съдията“ (1986) – кожар
- „Дневна светлина“ (1974) - Минчев
- „...И дойде денят“ (1973)

### Филм за него
- Едуард Захариев и документалното кино (2001) – реж. Оскар Кристанов, сц. Георги Стоянов и Оскар Кристанов